# Imme

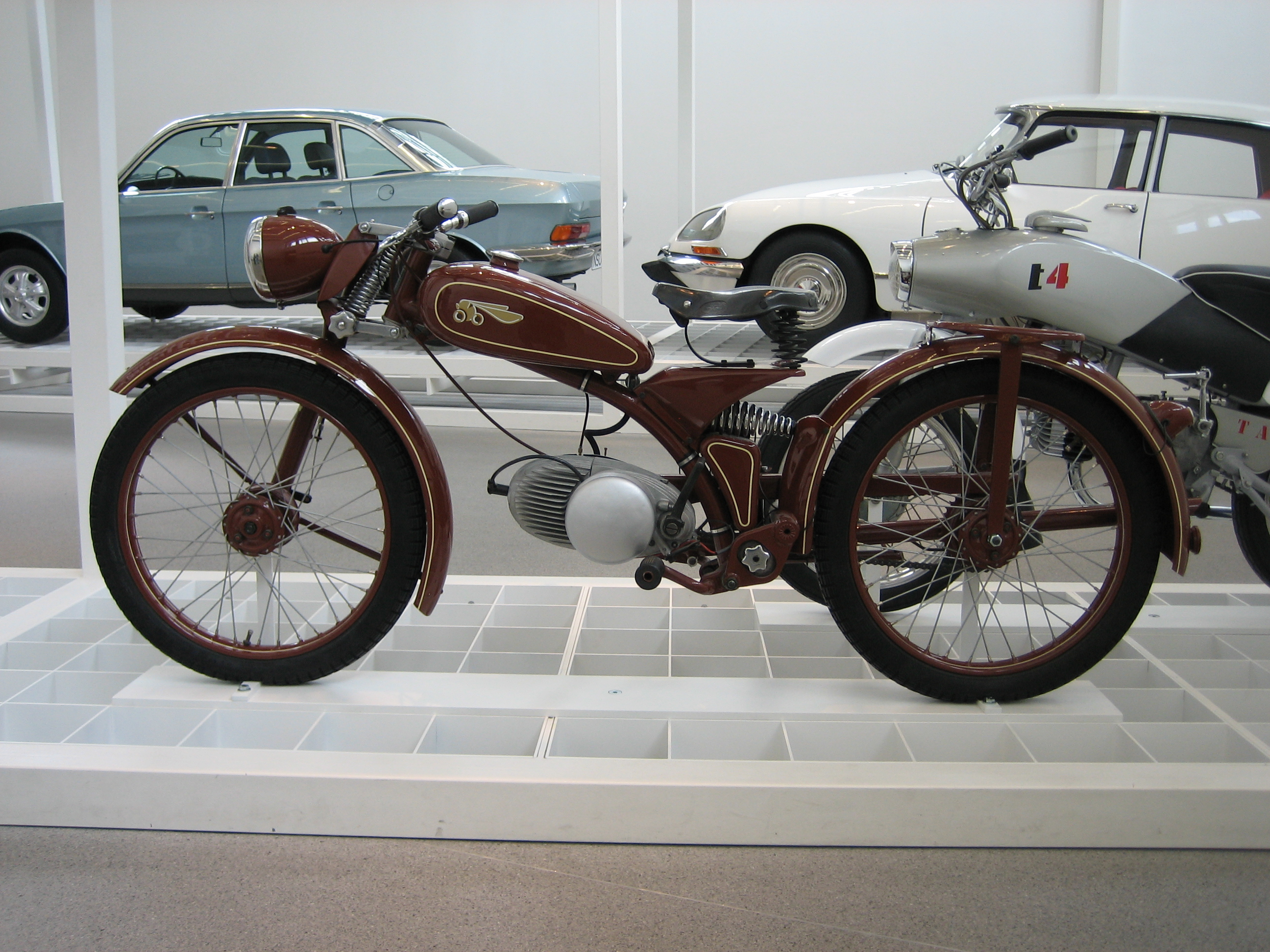
Imme R 100, 1948/1949

Imme is een historisch merk van motorfietsen dat werd opgericht door Norbert Riedel.
Volledige bedrijfsnaam Norbert Riedel Motoren AG, later Zweirad-Motoren-Getriebe GmbH (ZMG), Immenstadt im Allgäu (1948-1953).

## Voorgeschiedenis
Norbert Riedel had zich in korte tijd opgewerkt tot chefconstructeur bij de motorfietsenfabrikant Ardie. Hij ontwikkelde ook een tweetakt- v-twin voor Victoria en was ook constructeur bij het Duitse Triumph (TWN). Tijdens de Tweede Wereldoorlog ontwikkelde hij startmotoren voor vliegtuigen.

## Imme motorfietsen
Hij begon na de Tweede Wereldoorlog voor zichzelf. Hij produceerde kookpotten, vleesmachines en aanjagers voor gasgeneratoren en begon in 1947 met de ontwikkeling van zijn bijzondere motorfietsen. In mei 1948 opende hij zijn fabriek in Immenstadt en in 1949 werd een eerste serieproductie van 80 stuks voltooid.
Zijn ontwerpen waren revolutionair. Het eerste model, de Imme R 100, had een eivormig 98cc-tweetaktmotortje waarin de carburateur en het luchtfilter onzichtbaar waren weggewerkt. Dit blokje hing in een frame dat zowel voor als achter van monovering was voorzien. De wielen waren enkelzijdig opgehangen en onderling uitwisselbaar en de enkele achtervorkbuis was tevens uitlaatpijp. Het motorblok scharnierde met de achterbrug mee om de kettingspanning constant te houden en de voetsteunen waren verstelbaar.
In 1950 werden ook nog een 148cc-model en een 198cc-tweecilinder gebouwd, die echter niet in productie gingen. Ondanks alle technische hoogstandjes sloot Imme in 1953 de poorten.

## Golbi motorfietsen
In 1949 verscheen op het Brusselse Motorsalon een motorfiets met de merknaam "Golbi" op de tank. Dit was in feite de Imme R 100, in een poging de Belgische markt te veroveren. Evenwel zonder succes, waardoor ook het merk Golbi weer snel uit de annalen verdween.

## Till scooters
Intussen had men ook nog de Till 100-scooter van 98 cc gebouwd. Deze was ook weer volgestopt met bijzondere techniek; de uitlaat maakte deel uit van het frame en er was een tweede achterveer gemonteerd, die mechanisch werd bijgeschakeld wanneer een duopassagier zijn voeten op de voetsteunen zette. Daardoor kreeg men met en zonder passagier altijd een soepele vering. De aandrijving via een duplexketting werd later door Innocenti overgenomen op hun Lambretta-scooters.
Er werd ook nog een 150cc-prototype gebouwd, dat echter niet in productie kwam.

## ZMG (Zweirad-Motoren-Getriebe GmbH) en Phillips Getriebebau
Door verkeerde kostenberekeningen had het bedrijf van Riedel in 1950 een schuld van DM 1.250.000 en begin 1951 ging Riedel failliet. Een van zijn managers, Fritz Phillips, nam een gedeelte in 1952 over en stichtte de Zweirad-Motoren-Getriebe GmbH. Dit bedrijf hield zich tot 1956 voornamelijk bezig met het onderhoud van de verkochte Imme-motorfietsen. Hierna ging men echter ook speciale machines produceren, vanaf 1958 onder de naam Phillips Getriebebau. Tegenwoordig is dit bedrijf onder de naam "RS Antriebstechnik GmbH" gevestigd in Sonthofen.

## Victoria
Riedel kreeg later bij Victoria een eigen afdeling tot zijn beschikking en ontwikkelde in 1954 de Victoria KR 21 Swing. Deze motorfiets kreeg door zijn bijzonder veersysteem de bijnaam Das Schwebende Motorrad en was voorzien van het eveneens door Riedel ontwikkelde elektromagnetisch schakelsysteem, de Swing Blitz Schaltung. Ook de Victoria Peggy-scooter was van de hand van Norbert Riedel.
Hierna begon hij in Lindau de "Armaturen GmbH". Hij overleed in 1963 nadat hij tijdens een skitocht door een lawine was overvallen.